# Uranylacetaat
Uranylacetaat is het acetaatzout van uraniumoxide. Het is een giftige, geelgroene kristallijne stof die toegepast wordt bij bepaalde laboratoriumtests en in onderzoek. Qua structuur is het een coördinatiepolymeer met als formule UO2(CH3CO2)2(H2O)·H2O.

## Toepassingen
Uranylacetaat wordt al sinds de jaren 1960 algemeen gebruikt als een negative stain in de elektronenmicroscopie. De meeste protocollen maken gebruik van een oplossing van 1–5% uranylacetaat. Uranium heeft een relatief zware atoomkern en zal de elektronen verstrooien, zodat de structuur zichtbaar wordt ten opzichte van de achtergrond (contrastering). Sommige preparaten zijn niet geschikt voor staining met uranylacetaat, in welk geval er gebruik wordt gemaakt van andere kleuringsstof (er zijn er vele).

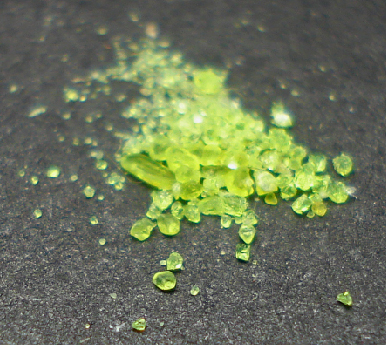
Kristallen van uranylacetaat
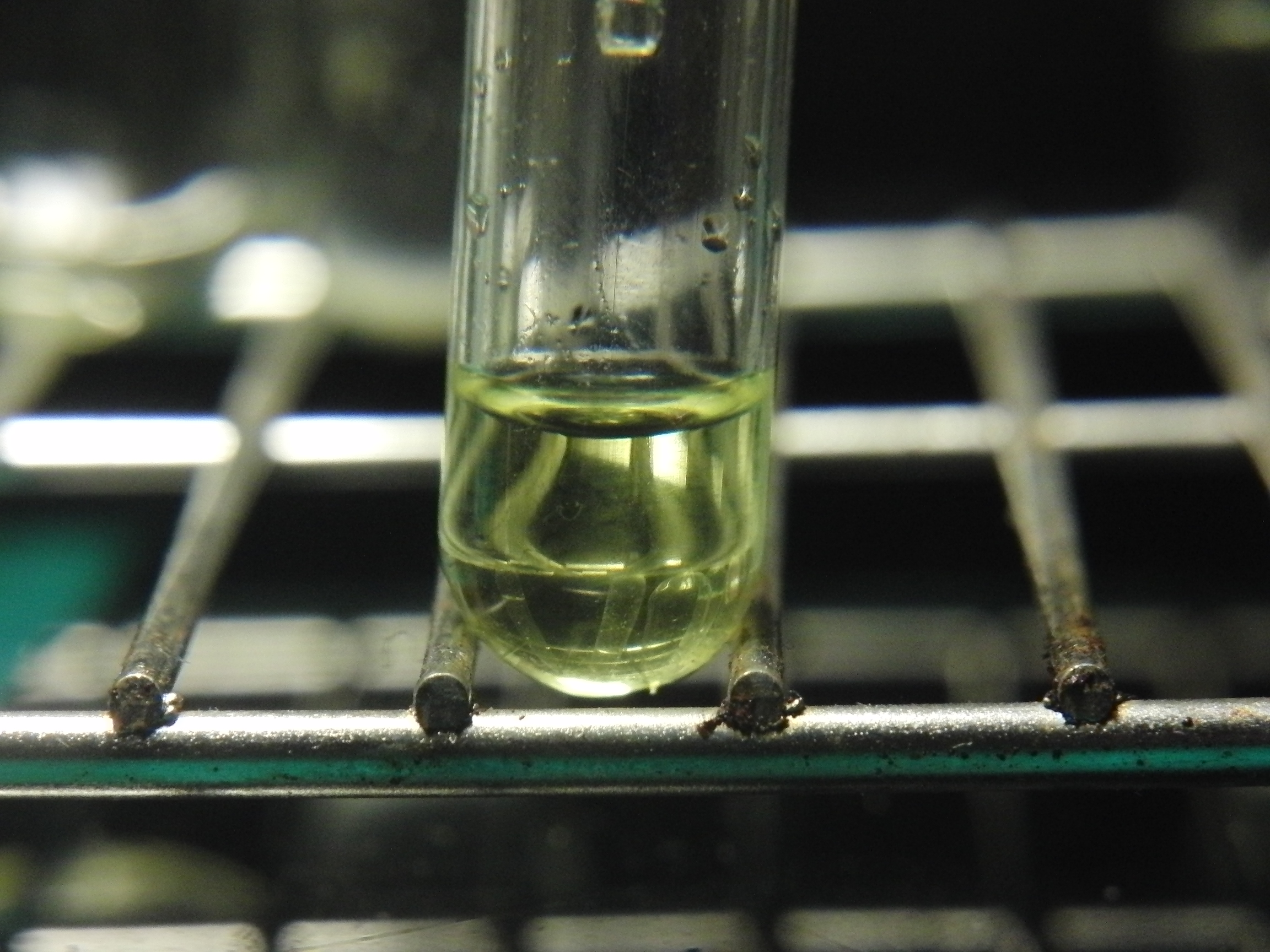
Uranylacetaat (magnesium)

In de analytische scheikunde worden 1% en 2% uranylacetaatoplossingen gebruikt als indicator en als titrant in sterkere concentraties, omdat het een onoplosbaar zout vormt met natrium (in tegenstelling tot bijna alle natriumzouten, die goed oplosbaar zijn in water). Uranylacetaatoplossingen zijn gevoelig voor licht, vooral UV-licht, en zullen een neerslag vormen bij langdurige blootstelling.

## Toxiciteit en veiligheid
Uranylacetaat is een giftige verbinding en zwak radioactief. De meeste uraniumzouten vertonen nefrotoxiciteit. Normale commerciële voorraden verarmd uranium hebben een specifieke activiteit van 0,37–0,51 microcurie per gram (14–19 kBq/g), te zwak om van buiten het lichaam schade aan te richten. Uranylacetaat is echter zeer giftig als het wordt ingeslikt of ingeademd.